# 津田耕作
津田 耕作（つだ こうさく、1974年2月16日 - ）は、大阪府出身の俳優/。身長は186cm、体重は125kg、バスト119cm、ウェスト114cm、ヒップ119cm、靴のサイズは28.5cm、血液型はA型である。

## 出演歴

### テレビ

#### テレビ東京系列
- エリートヤンキー三郎 － 関雲竜 役

### 映画
- 希望の翼 － 里見輝 役

#### Vシネマ
- 暗い夜が本当に明けるのなら － 木谷哲夫 役
- 実録・暴走族シリーズ 極悪 － 七生報國暴走族 役
- 無比人
- 実録・絶縁

### 舞台
- 寒がりやのサンタ